# Egypte onder Sadat
| Prehistorisch Egypte pre–3100 v. Chr. |
| Oude Egypte Proto-dynastieke periode 3200-3032 v.Chr. Vroeg-dynastieke periode 3032–2686 v. Chr. Oude Rijk 2686–2181 v. Chr. Eerste tussenperiode 2181–2055 v. Chr. Middenrijk 2055–1650 v. Chr. Tweede tussenperiode 1650–1550 v. Chr. Nieuwe Rijk 1550–1069 v. Chr. Derde tussenperiode 1069–664 v. Chr. Late periode 664–332 v. Chr. |
| Grieks Egypte 332–30 v. Chr. Alexandrijnse Oorlog 48 v. Chr. |
| Romeins Egypte 30 v. Chr.–640 CE |
| Vroeg-islamitisch Egypte 640-1517 Kruisvaardersinvasie van Egypte 1154-1169 |
| Ottomaans Egypte 1517–1867 Franse bezetting 1798–1801 Semi-autonome provincie 1801-1882 Kedivaat Egypte 1867–1914 |
| Modern Egypte Britse overheersing 1882–1953 Sultanaat Egypte 1914–1922 Egyptische Revolutie van 1919 Koninkrijk Egypte 1922–1953 Egyptische Revolutie van 1952 |
| Republiek 1953–nu Vrije Officieren en Nasser 1952-1970 Verenigde Arabische Republiek 1958–1961 Verenigde Arabische Staten 1958–1961 Egypte onder Sadat 1970-1981 Egypte onder Moebarak 1981-2011 Egyptische Revolutie van 2011 Protesten en staatsgreep in 2013                                                                         |
| Portaal Geschiedenis Portaal Egypte |

De periode van Egypte onder Sadat (1970-1981) is in de geschiedenis van Egypte de periode na Egypte onder Vrije Officieren en Nasser (1952-1970).

## Zekerstellen machtspositie
Vice-president Anwar al-Sadat werd, door de dood van Nasser, op 28 september 1970 interim-president en vervolgens als president gekozen door de benodigde twee derde van de Nationale Vergadering en door een nationaal referendum. Vertrouwelingen van Nasser op machtige posities rekenden erop, de volgens hen politieke lichtgewicht Sadat snel op een gunstig moment uit de macht te ontzetten en dan de Nasser-politiek – pro-Sovjet-Unie, anti-vredesregeling-met-Israël – voort te zetten. In mei 1971 kreeg Sadat echter lucht van een complot van Nasseristen tegen hem, en ontsloeg vijf belangrijke sleutelfiguren uit hun positie. Daarmee had hij de onomstreden macht in Egypte veroverd.

## Relaties met Sovjet-Unie en het Westen (1971-1973)
In 1971 prees Sadat de Sovjet-bijdragen aan de ontwikkeling van Egypte en in mei 1971 sloot hij een vriendschapsverdrag met de Sovjet-Unie, en nodigde de Sovjet-president uit voor feestelijkheden bij de inwijding van de Hoge Aswandam. Hij zocht echter ook nieuwe toenadering tot het Westen, uit angst voor een communistische machtsovername, wegens de anticommunistische houding van Saoedi-Arabië, en wegens behoefte aan wapens. De Russen hadden reeds militaire bases in Egypte, weigerden daar echter hoge Egyptische officieren de toegang. Uit ergernis wees Sadat in juli 1972 19.000 van de 20.000 Russische militairen en de meeste Russische technici het land uit, en vroeg voorzichtig bij Westerse landen om wapens.
Op de Olympische Spelen in München in 1972 doodden Palestijnen echter elf Israëlische atleten. Daarna nam het anti-Arabische sentiment in Europa en Noord-Amerika toe, en kon Egypte Westerse wapens voorlopig wel vergeten. Sadat hernieuwde de banden met de Sovjets, liet hun technici terugkeren en breidde hun marinefaciliteiten uit. Nu bleken de Sovjets bereid tot aanzienlijke wapenleveranties.

## Oktoberoorlog (1973)
Zie ook: Oktoberoorlog
Sadat verlengde in 1970-1971 enkele malen het staakt-het-vuren met Israël, maar liet het toen bewust verlopen, en maakte openlijk oorlogsvoorbereidingen. Hij ging in oktober 1971 naar Moskou om wapens te vragen, maar pas in 1973 leverde de Sovjet-Unie flinke hoeveelheden wapens. In april 1973 deelde Sadat openlijk mee dat Egypte nu in staat was de oorlog met Israël te hervatten. Intussen riepen Israëlische politici in hun verkiezingscampagne in nazomer 1973 op tot vestigen van nieuwe Joodse nederzettingen in bezette gebieden waaronder de Sinai.

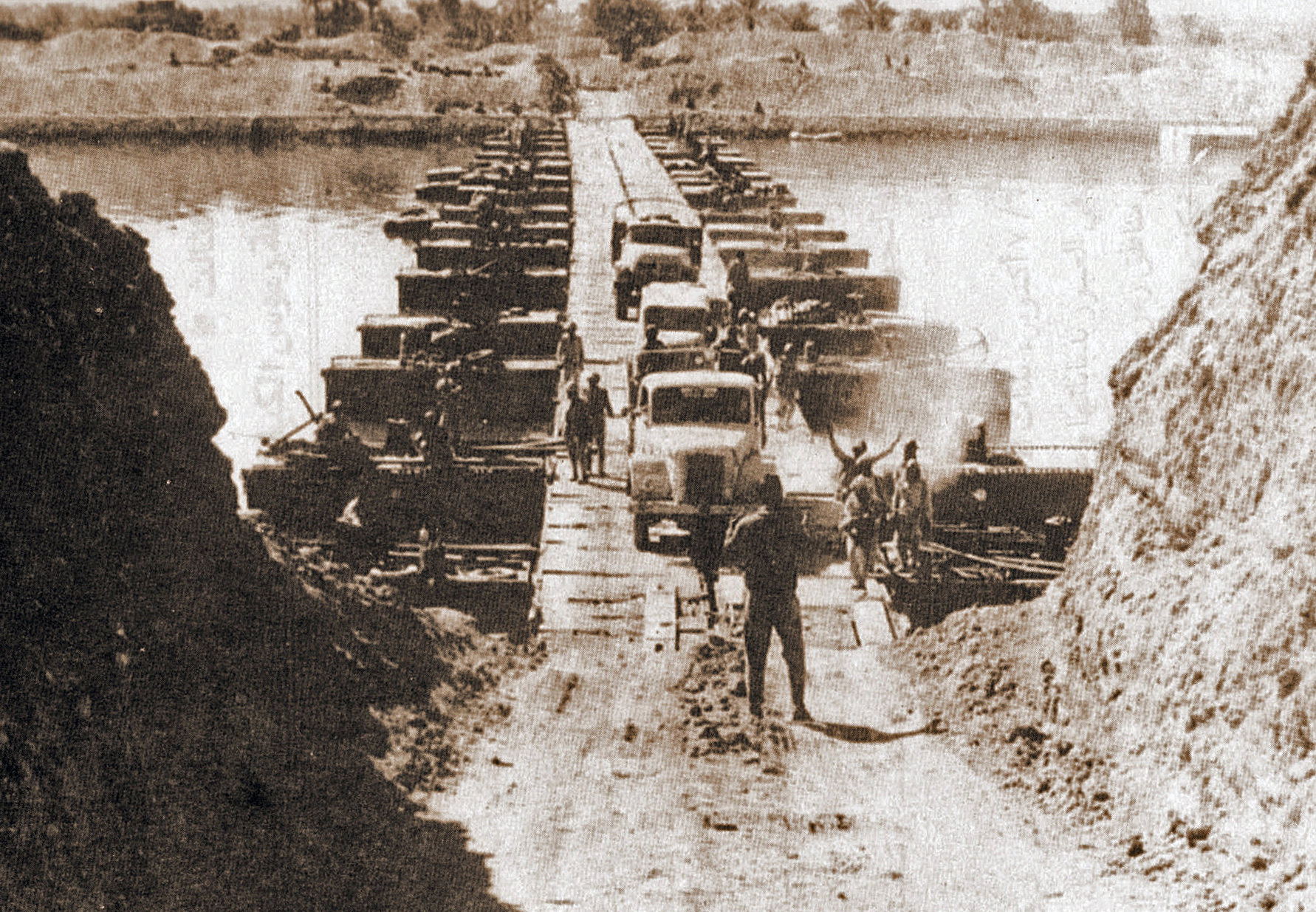
Egyptische troepen steken het Suezkanaal over, 7 oktober 1973

Sadat bereidde met de Syrische leider Hafiz al-Assad een gezamenlijke aanval op Israël voor, en hield twee keer zeer grote troepenverplaatsingen om Israël op een dwaalspoor te brengen. Toen Egypte en Syrië begin oktober voor de derde keer veel troepen verplaatsten reageerde Israël niet alert meer. Op 6 oktober 1973, zowel Jom Kipoer als midden in de ramadan, vielen Syrië en Egypte bij verrassing de bezette gebieden Sinai en Golanhoogte aan.
Aanvankelijk boekten de aanvallers terreinwinst. Na een week echter had Israël de Syriërs weer uit de Golanhoogte verdreven, en concentreerde het zich op het zuidelijke front. Op de elfde dag stootte een Israëlisch bataljon zelfs door tot het Egyptische hartland westelijk van het Suezkanaal, en andere Israëlische troepen trokken Syrië binnen. De Sovjet-Unie en de V.S. werkten hard aan een VN-wapenstilstandsvoorstel. Eindelijk op 24 oktober werd wapenstilstand door alle partijen nageleefd.
De troepenscheiding was lastig, want er stonden Israëlische troepen westelijk van het Suezkanaal en een geïsoleerd Egyptisch leger oostelijk van het kanaal. Egypte, dat altijd ieder direct gesprek met de staat Israël had geweigerd, stemde in met rechtstreekse gesprekken in een tent aan de weg van Suez naar Caïro, om de troepenscheiding praktisch te regelen. Door bemiddeling van de Amerikaanse minister Kissinger wist Sadat de maanden daarna gedaan te krijgen dat Israël zich terugtrok tot tien kilometer oostelijk van het Suezkanaal.

## Economie
Al snel na zijn machtsovername had Sadat besloten Nassers staatssocialisme te laten varen en terug te keren tot een meer kapitalistische economie. Waar Nasser had gesteund op de arbeidersklasse en de intellectuelen wendde Sadat zich tot de bourgeoisie. Sadat moedigde de burgers aan tot privaat ondernemerschap. Ook hoopte Sadat op terugkeer van Egyptisch kapitaal en kapitalisten die het land waren ontvlucht wegens Nassers Arabisch socialisme, en op investeringen van Westerse bedrijven. Gezamenlijk betitelde Sadat deze koerswijziging als al-infitah (= de opening): openstelling naar de nieuwe internationale economische omgeving.
Inderdaad ontstond snel een klasse van ondernemers en compradors. De publieke sector kromp langzaam, ten gunste van vrije ondernemingen. De poging om Westers kapitaal en technologie aan te trekken mislukte eerst, multinationals hadden weinig trek om in Egypte te investeren als een nieuwe oorlog met Israël die investeringen weer zou kunnen vernietigen. Wel kwamen er investeringen uit Arabische landen en Iran, in vastgoed zoals luxe flatgebouwen, maar dit droeg niet bij aan blijvende werkgelegenheid.
De wederopbouw na de Oktoberoorlog van 1973 van Port Said, Ismaïlia, Suez en andere steden aan het Suezkanaal was een goudmijn voor Egyptische aannemers. Na 1973 hervatten de V.S. de financiële steun die ze in 1967 beëindigd hadden. De hoeveelheid investeringen uit de V.S., Europa en Japan bleef echter nog zeer gering.
De landherverdeling ten behoeve van plattelanders, waar het bewind van Nasser vorderingen mee had gemaakt, werd echter tijdens Sadats regime beëindigd, en de dienstverlening van agrarische coöperaties en plattelandsgezondheidscentra en financiële faciliteiten voor boeren verslechterden. Het stadsbestuur van Caïro investeerde aanzienlijk meer in bruggen en viaducten ten behoeve van de kleine bovenlaag die zich auto’s kon veroorloven dan in bus-, trolley-, metro- en treinvervoer voor de massa van de bevolking. De publieke sector kwijnde; het reële salarisniveau in overheidsdiensten, onderwijs en gezondheidszorg daalde. De eenvoudiger Egyptenaren zagen weinig verbetering, en raakten ontevreden over Sadat.

## Broodoproer (1977)
Eind 1975 stuurde Sadat troepen naar Oman om tegen opstandelingen te vechten, en liet hij militaire invallen in Libië uitvoeren om Qadhafi te intimideren. De Sovjet-Unie was van mening dat Egypte zich daarmee bij het imperialistische kamp schaarde, en verminderde de militaire steun, uiteindelijk zelfs tot nul. Intussen liep echter wel de schuld van Egypte aan Rusland op tot 7 miljard dollar. De grote buitenlandse schulden waren mede ontstaan doordat Egypte sinds 1945 basisbehoeften van de bevolking zoals brood, rijst, suiker en olie subsidieerde, en deze goederen gaandeweg grotendeels importeerde. Mede doordat Rusland uitstel van terugbetaling van schulden weigerde, werden begin 1977 de betalingsschulden van Egypte een acuut probleem. Op dwingend advies van het IMF kondigde de regering op 17 januari scherpe beperkingen van de voedselsubsidies aan:
beëindiging van de subsidies op luxere goederen zoals bier, Frans brood en macaroni, en reductie van de subsidies op bijvoorbeeld gewoon brood, bakolie, linzen en tuinbonen.
Toen delegaties van arbeiders de volgende dag in Alexandrië en Caïro op weg gingen om protest aan te tekenen bij de autoriteiten liepen botsingen uit op de hevigste rellen sinds 1952. Bendes plunderden de binnensteden van Alexandrië en Caïro, ook in de andere grotere steden waren massale protesten. Miljoenen voegden zich aaneen tot een waanzinnige menigte die riep om “Nasser”, symbolen van weelde aanviel, en kreten uitstiet tegen Sadat en diens vrouw en de “dieven van de infitah”. Het leger sloeg de rellen neer; in drie dagen werden 150 relschoppers doodgeschoten.

## Politieke systeem
Net als Nasser regeerde ook Sadat autocratisch, zonder werkelijk effectieve politieke instituties. De mensen om hem heen die het beleid uitvoerden deden dat met de bevoordeling van een kleine groep mensen voor ogen, ongeacht of ze daarmee het land als geheel schaadden of goed deden. Deze autocratische regeringsstijl stond openlijke oppositie niet toe; oppositie moest dus indirect geuit worden, via traditionele kanalen en persoonlijke contacten. In essentie is dergelijk autocratisch bestuur het regeren op basis van de grillen van de ene leider, en het kent dus weinig continuïteit. In zo’n systeem hebben wetten en rechtspraak weinig betekenis, en heerst een mate van repressie, die op haar beurt weer leidt tot heftige of gewelddadige reactie.
In 1978 werd de Wafd-partij nieuw leven ingeblazen als de neo-Wafd. Ze bleek verrassend populair onder Egyptenaren met enig opleiding, en riep op tot liberaal-kapitalistische politiek en afschaffing van de sturing en controle vanuit de staat. Sadat zag neo-Wafd als bedreiging en verbood haar. Rond die tijd verving Sadat de Arabische Socialistische Unie door de Nationaaldemocratische Partij. Debat over economische politiek, over relaties met supermachten of Israël of over de persoon Sadat waren echter verboden. Later stelde Sadat per referendum “de Wet van de Schande” in, die propageren van atheïsme of klassenstrijd, het hekelen van de regering, het stellen van een slecht voorbeeld voor de jeugd, etc., verbood. Het gaf Sadat weer een extra middel om opponenten de mond te snoeren.

## Vredesverdrag Camp David (1978)
In 1974 besloten de Arabische landen dat alleen de PLO van Arafat namens de Palestijnen mocht onderhandelen met Israël.
In september 1975 bemiddelde de Amerikaanse minister Kissinger dat Israël zijn troepen in de Sinaï terugtrok tot de Gidi- en Mitlapas, in ruil voor beperkte Egyptische militaire aanwezigheid in dat gebied.
Terwijl Sadat eerder had beloofd geen vrede met Israël te sluiten zonder de overige Arabische landen, kondigde hij op 9 november 1977 aan, dat hij voor een vredesverdrag met Israël bereid was naar de uiteinden van de wereld te reizen, of zelfs naar de Knesset in Jeruzalem.

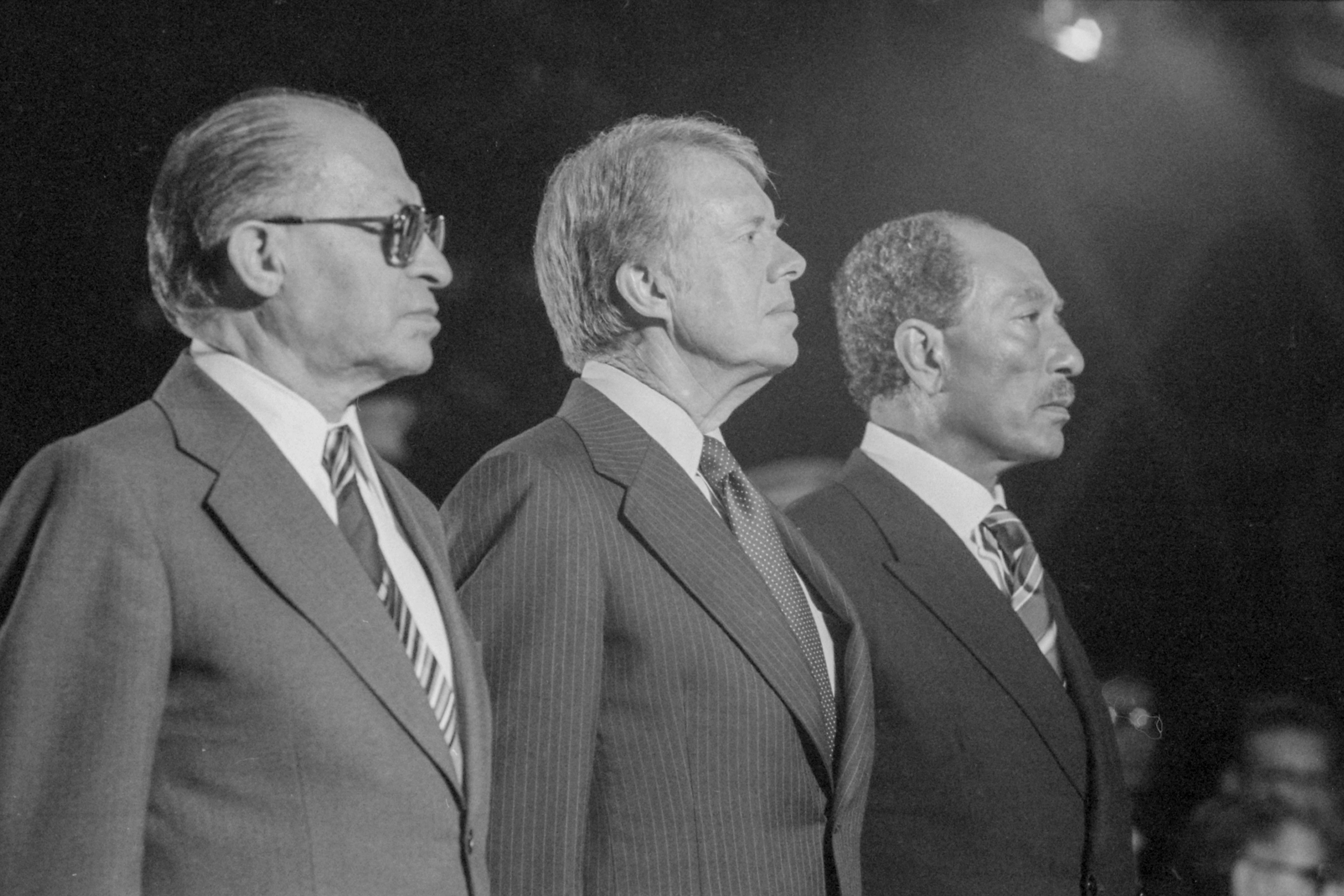
Menachem Begin, Jimmy Carter en Anwar al-Sadat in Camp David bij het overleg, 7 september 1978.

Arabische landen en zelfs enkele Egyptische kabinetsleden reageerden negatief, vele Palestijnen woedend. Historicus Goldschmidt verklaart deze ommezwaai als reactie op het broodoproer eerder dat jaar; de grensoorlog met Libië in juli 1977; de toename van moslimextremistisch geweld dat in 1977 een Wafd-minister het leven had gekost; en de door Sadat niet gewaardeerde poging van de Amerikaanse president Carter om bemiddeling tussen Israël en Egypte te vervangen door een conferentie met ook de Palestijnen en de Sovjet-Unie. Nog diezelfde novembermaand vloog Sadat naar Jeruzalem en sprak de Knesset toe. Een maand later bezocht de Israëlische premier Begin Caïro. In september 1978 bereikten de regeringen van Egypte en Israël in Camp David (Maryland, V.S.) een vredesverdrag, inhoudende de ontruiming van de Sinai door Israël, volledige diplomatieke betrekkingen tussen de twee landen, en een vaag omschreven “raamwerk” voor “autonomie” voor de inwoners van de Gazastrook en de West Bank. Als beloning beloofde president Carter Israël drie miljard dollar voor de evacuatie en Egypte twee miljard dollar aan wapenleveranties.

### Economische en buitenlandpolitieke gevolgen
De meeste Arabische landen veroordeelden het akkoord, verbraken de diplomatieke relaties met Egypte, en beëindigden economische hulp.
Egypte hoopte nu op betere relaties met, en meer investeringen uit, de Westerse wereld, ter compensatie van inkomsten uit Arabische en communistische landen. Het verdrag deed de relaties met de V.S. verbeteren. Vanaf 1979 gaven de V.S. grote financiële steun aan Egypte, mede om de voedselsubsidies te kunnen herstellen.
Vanaf 1980 schoot ook het toerisme uit Noord-Amerika en West-Europa omhoog. In 1981 investeerden Amerikaanse bedrijven nog slechts voor 40 miljoen dollar, daarna steeg dit bedrag. Was Egypte vóór 1979 afhankelijk geweest van de rijke Arabische olielanden, het werd nu de beschermeling van het Westen. Egypte zou de verbroken relaties met de meeste Arabische landen geleidelijk weer herstellen, en zelfs met Yasser Arafat, maar niet met Syrië en Libië.

## Volksprotesten en revoltes (1972-1981)
Ondanks buitenlandse investeringen, toerisme, tol-opbrengsten van het Suezkanaal, olieverkoop, geldzendingen van geëmigreerde Egyptenaren, groeide de kloof tussen rijk en arm in Egypte. De grote massa merkte weinig verbetering van haar situatie. De zogenaamde vrije verkiezingen voor de Volksvergadering boden geen uitkomst, want over een lijst van onderwerpen was debat verboden. In 1972-1973 waren opstandige jongeren meestal nog marxistisch of Nasseristisch georiënteerd. Nadat Sadat marxistische en Nasseristische organisaties verbood werd aansluiting bij een islamitische groep de voor de hand liggende manier om te protesteren tegen het regime.

### Radicale moslimgroepen
Rond 1973-1974 liet Sadat de meeste Moslimbroeders uit de gevangenis. Dit inspireerde jongeren tot vorming van radicalere islamitische groepen. Deze groepen stelden: God heeft de ideale samenleving omschreven in de Koran en uitspraken van Mohammed; de Egyptische regering is onder Westerse invloed daarvan afgedwaald; goede moslims moeten dat regime omverwerpen en opnieuw Gods samenleving vestigen. De groep Sjabab Muhammed (= Jeugd van Mohammed) probeerde in 1974 de Technische Militaire Academie te beheersen, dit werd verijdeld ten koste van vele doden.
Het Broodoproer van januari 1977 was een niet-georganiseerde uitbarsting van frustratie van het volk.
De islamitische groep Takfir wa al-Hedsjra (=Onthulling van afvalligheid en afstand nemen daarvan) ontvoerde en executeerde later in 1977 een Wafd-minister. De leiders van de groep werden opgesloten of ter dood gebracht.
Caïro, Alexandrië maar ook provinciesteden kenden nog veel meer van dergelijke radicale moslimgroepen.

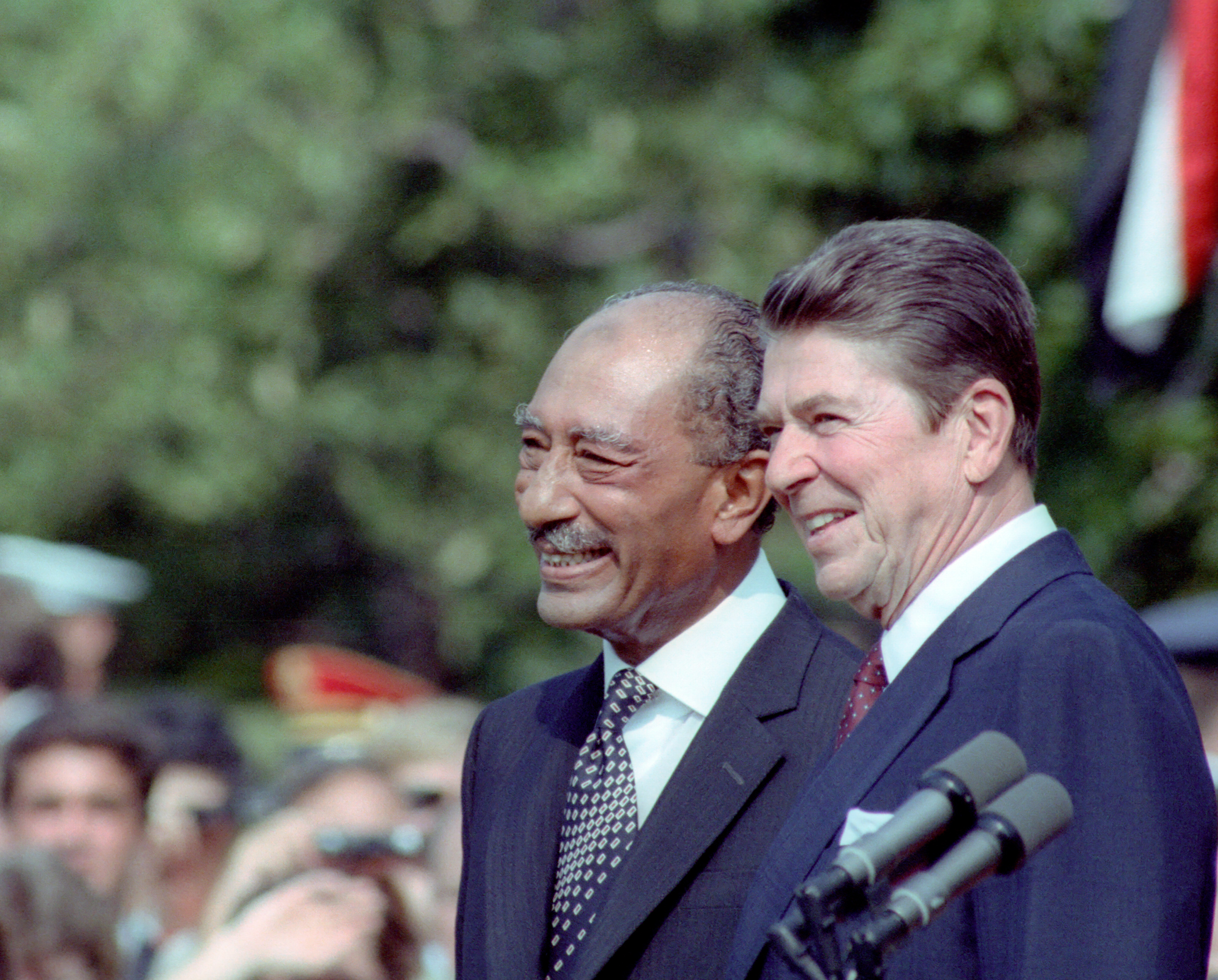
Sadat met de Amerikaanse president Ronald Reagan, 1981

Toen in 1979 moslims in Iran de sjah verdreven en Sadat vervolgens de sjah steunde en hem asiel aanbood, vergrootte dat de populariteit van de moslimbewegingen in Egypte. Ook Egyptes vredesverdrag met Israël bevorderde de populariteit van radicale moslimgroepen in Egypte. Ook de kloof tussen Sadats beloftes en de sociale werkelijkheid, en Sadats eigen overdadige levensstijl, stookten de strijdlust van de moslimgroepen op.

### Moord op Sadat
Uit angst voor moordaanslagen kondigde Sadat op 5 september 1981 aan, 1500 opposanten, onder wie vele religieuze en intellectuele leiders, achter de tralies te zetten. De welbespraakte burgerij reageerde furieus.
De 24-jarige luitenant en al-Jihad-activist Khalid al-Islambuli, wiens broer een recent slachtoffer van Sadat was, zag zijn deelname aan de jaarlijkse parade op 6 oktober 1981 ter herinnering aan het begin van de Oktoberoorlog als unieke kans om de president te doden en zo een algemene opstand te ontketenen. Met een groepje bondgenoten opende hij het vuur, Sadat en vijf anderen vielen dood neer.
Het volk ging niet in openlijk rouwbeklag de straat op, zoals in 1970 bij Nasser. Op de staatsbegrafenis waren vele grootheden uit de Westerse wereld en de Israëlische premier Begin, maar nauwelijks Arabische leiders en Egyptenaren. Vice-president Moebarak werd, conform de grondwet, genomineerd als opvolger.